# 青岛市区单行道及公交专用道列表
青岛市主城西部的老城区仍然多为传统风格的道路，保持着德租期始建时的形态，绝大部分道路的路幅宽度均为十米左右，缺少现代都市中宽阔的干道，但是路网较为密集。为缓解交通压力，设置了较多的单行道。为了贯彻公交优先的政策，在部分道路上设置了公交车专用道。
下表列出了青岛市区的单行道及公交专用道，由青岛市公安局交通警察支队于2012年6月30日发布，后于8月18日和8月28日进行调整。

## 市南区
| 路名       | 起止点                                               | 限制内容                      | 限制时段                 |
| ---------- | ---------------------------------------------------- | ----------------------------- | ------------------------ |
| 北京路     | 中山路－六街口                                       | 纯单行线                      | 全天                     |
| 常州路     | 太平路－广西路                                       | 纯单行线                      | 全天                     |
| 常州支路   | 太平路－广西路                                       | 纯单行线                      | 全天                     |
| 费县路     | 郯城路－郓城北路                                     | 大型客车除外                  | 07:00~20:00              |
| 佛涛路     | 郧阳路－香港西路                                     | 纯单行线                      | 全天                     |
| 福山支路   | 福山路－鱼山路                                       | 纯单行线                      | 全天                     |
| 福州路     | 东海路－宁夏路                                       | 双向设有公交车专用道          | 全天                     |
| 广西路     | 江苏路－中山路 龙口路－江苏路 中山路－泰安路（临时） | 大型客车除外 纯单行线         | 07:00~20:00 全天         |
| 广州路     | 云南路－东平路                                       | 大型客车除外                  | 全天                     |
| 贵州路     | 朝城路－四川路 朝城路－太平路                        | 大型客车除外 纯单行线         | 全天                     |
| 红岛路     | 登州路－京山路                                       | 纯单行线                      | 全天                     |
| 基隆路     | 宁夏路－高雄路                                       | 纯单行线                      | 全天                     |
| 济南路     | 中山路－六街口                                       | 纯单行线                      | 全天                     |
| 江苏路     | 苏州路－沂水路 湖南路－太平路                        | 纯单行线                      | 全天                     |
| 江西路     | 燕儿岛路－延安三路                                   | 大型客车除外                  | 07:00~20:00              |
| 京山路     | 延安一路－红岛路                                     | 纯单行线                      | 全天                     |
| 莱芜一路   | 莱芜二路－龙山路                                     | 纯单行线                      | 全天                     |
| 莱阳路     | 金口一路－文登路                                     | 大型客车除外                  | 全天                     |
| 兰山路     | 郯城路－太平路                                       | 纯单行线                      | 全天                     |
| 龙口路     | 广西路－龙山路                                       | 纯单行线                      | 全天                     |
| 龙山路     | 龙口路－龙山商城门前 龙口路－江苏路                  | 大型客车除外 纯单行线         | 07:00~20:00 全天         |
| 闽江路     | 新浦路－福州路                                       | 纯单行线                      | 全天                     |
| 南海路     | 文登路－汇泉路                                       | 纯单行线                      | 全天                     |
| 南九水路   | 太清路－延安三路                                     | 纯单行线                      | 全天                     |
| 齐河路     | 京山路－王村路                                       | 纯单行线                      | 全天                     |
| 荣成路     | 香港西路－正阳关路                                   | 纯单行线                      | 全天                     |
| 山东路     | 东海路－雁山桥                                       | 双向设有公交车专用道          | 07:00~09:00、16:30~19:00 |
| 韶关路     | 正阳关路－香港西路                                   | 纯单行线                      | 全天                     |
| 四川路     | 贵州路－东平路                                       | 双向设有公交车专用道          | 全天                     |
| 台西二路   | 磁山路－贵州路                                       | 纯单行线                      | 全天                     |
| 台西三路   | 贵州路－胶州湾隧道入口                               | 纯单行线                      | 全天                     |
| 台西四路   | 磁山路－贵州路                                       | 纯单行线                      | 全天                     |
| 台西五路   | 磁山路－贵州路                                       | 纯单行线                      | 全天                     |
| 太平角四路 | 湛山五路－湛山四路                                   | 纯单行线                      | 全天                     |
| 太平角一路 | 正阳关路－湛山五路                                   | 纯单行线                      | 全天                     |
| 太平路     | 贵州路－大学路                                       | 纯单行线                      | 全天                     |
| 太清路     | 延安三路－芝泉路                                     | 纯单行线                      | 全天                     |
| 泰州路     | 江西路－宁夏路                                       | 纯单行线                      | 全天                     |
| 泰州二路   | 镇江南路－泰州路                                     | 纯单行线                      | 全天                     |
| 天津路     | 六街口－中山路                                       | 纯单行线                      | 全天                     |
| 王村路     | 栖霞路－延安一路                                     | 纯单行线                      | 全天                     |
| 香港西路   | 正阳关路－武昌路                                     | 大型客车除外                  | 全天                     |
| 香港中路   | 太平角六路－江西路 江西路－麦岛路                    | 双向设有公交车专用道 纯单行线 | 全天                     |
| 徐州路     | 江西路－闽江路                                       | 纯单行线                      | 全天                     |
| 延安一路   | 王村路－京山路                                       | 大型客车除外                  | 07:00~20:00              |
| 杨州路     | 延安三路－江西路                                     | 纯单行线                      | 全天                     |
| 永嘉路     | 延吉路－宁夏路                                       | 纯单行线                      | 全天                     |
| 鱼山路     | 莱阳路－广西路                                       | 纯单行线                      | 全天                     |
| 云霄路     | 江西路－香港中路                                     | 纯单行线                      | 20:00~23:00              |
| 郧阳路     | 东海一路－佛涛路                                     | 纯单行线                      | 全天                     |
| 湛山三路   | 太平角一路－太平角六路                               | 纯单行线                      | 全天                     |
| 湛山五路   | 太平角一路－太平角四路                               | 纯单行线                      | 全天                     |
| 镇江南路   | 镇宁桥－泰州二路                                     | 大型客车除外                  | 07:00~20:00              |
| 正阳关路   | 汇泉路－香港西路                                     | 纯单行线                      | 全天                     |
| 漳州一路   | 福州南路－燕儿岛路                                   | 纯单行线                      | 全天                     |
| 漳州二路   | 燕儿岛路－福州南路                                   | 纯单行线                      | 全天                     |
| 中山路     | 德县路－胶州路 胶州路－市场三路                      | 大型客车除外                  | 07:00~20:00              |

## 市北区
| 路名     | 起止点                                       | 限制内容              | 限制时段                 |
| -------- | -------------------------------------------- | --------------------- | ------------------------ |
| 包头路   | 热河路－武定路 武定路－商河路 长山路－商河路 | 大型客车除外 纯单行线 | 07:00~20:00 全天         |
| 标山路   | 延安一路－上清路                             | 纯单行线              | 全天                     |
| 滨县路   | 利津路－华阳路                               | 纯单行线              | 07:00~20:00              |
| 昌乐路   | 青海路－大港纬五路                           | 纯单行线              | 全天                     |
| 德平路   | 上海路－辽宁路                               | 纯单行线              | 全天                     |
| 登州路   | 齐东路－延安路 威海路－大连路                | 大型客车除外 纯单行线 | 全天                     |
| 东山路   | 延安路－桑梓路                               | 纯单行线              | 全天                     |
| 恩县路   | 陵县路－甘肃路                               | 纯单行线              | 全天                     |
| 馆陶路   | 市场一路－陵县路                             | 纯单行线              | 全天                     |
| 和兴路   | 汉口路－长春路                               | 纯单行线              | 全天                     |
| 桓台路   | 青城路－乐陵路                               | 纯单行线              | 全天                     |
| 黄台路   | 登州路－辽宁路                               | 大型客车除外          | 07:00~20:00              |
| 吉林路   | 辽宁路－章丘路                               | 纯单行线              | 全天                     |
| 聚仙路   | 延安二路－标山路                             | 纯单行线              | 全天                     |
| 莱州路   | 陵县支路－堂邑路                             | 纯单行线              | 全天                     |
| 乐陵路   | 泰山路－黄台路                               | 纯单行线              | 全天                     |
| 利津路   | 辽宁路－沈阳路                               | 大型客车除外          | 07:00~20:00              |
| 辽宁路   | 利津路－威海路                               | 大型客车除外          | 07:00~20:00              |
| 聊城路   | 上海路－平原路                               | 纯单行线              | 全天                     |
| 临清路   | 胶州路－吴淞路                               | 纯单行线              | 全天                     |
| 临淄路   | 辽宁路－吉林路                               | 纯单行线              | 全天                     |
| 陵县路   | 上海路－吴淞路                               | 纯单行线              | 全天                     |
| 陵县路   | 陵县支路－恩县路                             | 纯单行线              | 全天                     |
| 陵县支路 | 包头路－新疆路                               | 纯单行线              | 全天                     |
| 南京路   | 哈尔滨路－宁夏路                             | 大型客车除外          | 07:00~20:00              |
| 南九水路 | 太清路－延安三路                             | 纯单行线              | 全天                     |
| 内蒙古路 | 沈阳路－埕口路                               | 大型客车除外          | 07:00~20:00              |
| 浦口路   | 沈阳路－威海路                               | 纯单行线              | 全天                     |
| 青城路   | 包头路－商河路                               | 纯单行线              | 全天                     |
| 青海路   | 大港纬一路－昌乐路                           | 纯单行线              | 全天                     |
| 桑梓路   | 延安路－威海路                               | 纯单行线              | 全天                     |
| 商河路   | 泰山路－陵县路                               | 纯单行线              | 全天                     |
| 上海路   | 武定路－莱州路                               | 纯单行线              | 全天                     |
| 上清路   | 标山路－海信桥                               | 纯单行线              | 全天                     |
| 绍兴路   | 宁夏路－辽阳西路                             | 大型客车除外          | 07:00~20:00              |
| 沈阳路   | 顺兴路－内蒙古路                             | 大型客车除外          | 07:00~20:00              |
| 市场三路 | 聊城路－旅顺路                               | 纯单行线              | 全天                     |
| 市场一路 | 馆陶路－市场三路                             | 纯单行线              | 全天                     |
| 松山路   | 辽宁路－泰山路                               | 纯单行线              | 全天                     |
| 台东八路 | 威海路－延安三路                             | 纯单行线              | 全天                     |
| 台东六路 | 威海路－延安三路                             | 纯单行线              | 全天                     |
| 台东一路 | 威海路－海信桥                               | 大型客车除外          | 07:00~20:00              |
| 太清路   | 延安三路－仰口路                             | 纯单行线              | 全天                     |
| 泰山路   | 登州路－辽宁路                               | 纯单行线              | 全天                     |
| 洮南路   | 延吉路－沈阳路                               | 纯单行线              | 07:00~20:00              |
| 威海路   | 延安二路－长春路                             | 大型客车除外          | 07:00~20:00              |
| 吴淞路   | 聊城路－上海路                               | 纯单行线              | 全天                     |
| 武定路   | 上海路－包头路                               | 纯单行线              | 全天                     |
| 西吴路   | 哈尔滨路－鞍山一路                           | 纯单行线              | 全天                     |
| 夏津路   | 聊城路－上海路                               | 纯单行线              | 全天                     |
| 延安三路 | 台东八路－长春路                             | 大型客车除外          | 07:00~20:00              |
| 益都路   | 包头路－章丘路                               | 纯单行线              | 全天                     |
| 长山路   | 包头路－商河路                               | 纯单行线              | 全天                     |
| 招远路   | 吴淞路－市场三路                             | 纯单行线              | 全天                     |
| 镇江路   | 镇宁桥－延吉路                               | 大型客车除外          | 07:00~20:00              |
| 诸城路   | 台东一路－华阳路                             | 纯单行线              | 07:00~20:00              |
| 温州路   | 人民路－宁化路                               | 大型客车、出租车除外  | 全天                     |
| 郑州路   | 四流南路－商丘路                             | 大型客车除外          | 07:00~09:30、16:30~18:00 |
| 南京路   | 哈尔滨路－重庆路                             | 大型客车除外          | 全天                     |
| 福州北路 | 全线                                         | 双向设有公交车专用道  | 07:00~09:00、17:00~19:00 |
| 辽阳西路 | 福州路－海尔路                               | 双向设有公交车专用道  | 07:00~09:00、17:00~19:00 |
| 杭州路   | 杭州路桥－四流南路                           | 双向设有公交车专用道  | 07:00~09:00、16:30~19:00 |
| 重庆南路 | 人民路－郑州路                               | 双向设有公交车专用道  | 全天                     |
| 萍乡路   | 四流南路－南丰路                             | 纯单行线              | 全天                     |
| 嘉禾路   | 全线                                         | 纯单行线              | 全天                     |
| 嘉善路   | 鞍山二路－瑞昌路                             | 纯单行线              | 全天                     |
| 吉水路   | 瑞昌路－嘉定路                               | 纯单行线              | 全天                     |
| 鞍山二路 | 瑞昌路－重庆南路                             | 纯单行线              | 全天                     |

## 崂山区&李沧区
| 路名     | 起止点         | 限制内容             | 限制时段 |
| -------- | -------------- | -------------------- | -------- |
| 重庆中路 | 郑州路－瑞金路 | 双向设有公交车专用道 | 全天     |